# Società Sportiva Calcio Napoli 2011-2012
Questa voce raccoglie le informazioni riguardanti la Società Sportiva Calcio Napoli nelle competizioni ufficiali della stagione 2011-2012.

## Stagione

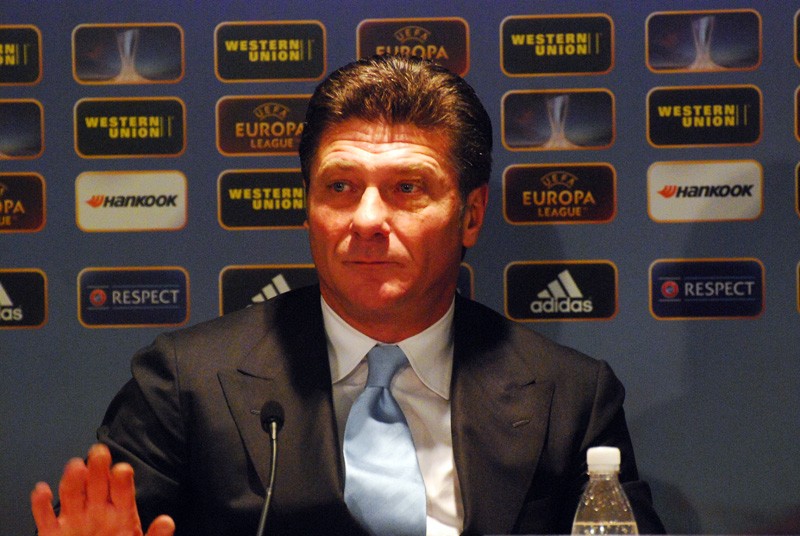
Con il successo in Coppa Italia, l'allenatore Walter Mazzarri riporta il Napoli alla vittoria di un trofeo dopo ventidue anni

La stagione 2011-12 segna il ritorno del Napoli in Champions League, competizione a cui la squadra aveva partecipato nel 1987-88 e 1990-91 con la vecchia denominazione.
In campionato l'esordio è in casa del Cesena, su un campo in erba sintetica, e si risolve in un 3-1. Segue un'altra vittoria con identico risultato ai danni del Milan, campione in carica. La squadra, tuttavia, non riesce a rendere ed è inconsistente a causa di un'incisività insufficiente sottoporta, e complice una serie di pareggi tra novembre e dicembre anche evitabili, come contro i neopromossi Atalanta e Novara, quest'ultimo di ritorno in A dopo più di mezzo secolo, deludendo così le aspettative nel girone d'andata, che termina al settimo posto con 29 punti, frutto di sole sette vittorie e otto pareggi. Meglio il girone di ritorno, con 32 punti, ma la sconfitta contro il Bologna per 2-0 alla penultima giornata impedisce al Napoli di andare di nuovo in Champions, terminando quinto a tre punti dall'Udinese terza, contro la quale aveva gli scontri diretti a favore (vittoria per 2-0 in casa e pareggio 2-2 fuori).
Bene invece in coppa, dove pescano un girone di ferro contro Bayen Monaco, Manchester City e Villareal, ottenendo due pareggi per 1-1 contro i tedeschi e gli inglesi e battono la squadra spagnola. Nella quarta gara, sono costretti ad arrendersi al Bayern Monaco: la doppietta di Fernández non è sufficiente, per la tripletta del tedesco Gómez. Grazie alla vittoria per 2-1 contro il City, tuttavia, ottengono comunque la qualificazione agli ottavi a spese loro con 11 punti, dietro ai bavaresi e con un punto in più rispetto agli inglesi. Il cammino termina nella fase a eliminazione diretta, per opera del Chelsea. All'andata, il San Paolo festeggia una vittoria con il punteggio di 3-1 in cui spicca la doppietta di Lavezzi. Nel ritorno, perdono con lo stesso risultato, portando così la partita ai supplementari, ma il passaggio ai quarti di finale viene solo sfiorato, dato che il 4-1 finale li elimina.
In Coppa Italia, dopo aver sconfitto il Cesena agli ottavi e l'Inter ai quarti, supera in semifinale il Siena (sconfitta 2-1 fuori casa e vittoria 2-0 al ritorno), qualificandosi così in finale, dove affrontano la Juventus e la sconfiggono per 0-2, infliggendole l'unica sconfitta della sua stagione, è ciò comporta l'accesso ai gironi di Europa League anziché ai play-off. Il Napoli vince così la sua quarta Coppa Italia e torna a vincere un trofeo dopo più di venti anni.

## Divise e sponsor
La Macron fornisce il materiale tecnico per il terzo e ultimo anno del contratto stipulato con il club partenopeo. Due gli sponsor che compaiono sulle divise partenopee: al marchio Acqua Lete, partner ufficiale degli azzurri per il settimo anno consecutivo, si affianca quello di MSC Crociere (solo per le gare di campionato).
La divisa principale è costituita da una maglia di colore azzurro più intenso rispetto a quello delle ultime stagioni, calzoncini bianchi con inserti azzurri sull'orlo e calzettoni azzurri. La divisa da trasferta è composta da una maglia grigio antracite con inserti azzurri, mentre la terza divisa è costituita da una maglia gialla con inserti azzurri. Il design delle maglie e il font dei numeri si ispirano a quelli della divisa da gioco della stagione 1986-1987 (anno del primo scudetto), mentre la maglia gialla si ispira alla divisa da trasferta della stagione 1984-1985. I portieri hanno tre maglie a disposizione: arancione, bianca e blu navy.
Per le gare della Champions League, le divise hanno le rifiniture e i numeri di colore oro ed è presente solo lo sponsor Lete, in quanto nelle competizioni continentali è permesso avere un solo sponsor sulla maglia.
| Casa | Trasferta | Terza divisa | 1ª UCL | 2ª UCL | 1ª Portiere | 2ª Portiere | 3ª Portiere |

## Organigramma societario
Dal sito ufficiale del Napoli.
Area direttiva
- Presidente: Aurelio De Laurentiis
- Vicepresidenti: Jacqueline Marie Baudit ed Edoardo De Laurentiis
- Consigliere: Valentina De Laurentiis
- Consigliere Delegato: Andrea Chiavelli
- Direttore Generale: Marco Fassone

Area comunicazione
- Responsabile Area Comunicazione: Monica Scozzafava
- Addetto Stampa: Guido Baldari

Area marketing
- Direzione commerciale e marketing: Alessandro Formisano

Area organizzativa
- Segretario: Alberto Vallefuoco
- Team manager: Giuseppe Santoro

Area tecnica
- Direttore Sportivo: Riccardo Bigon
- Responsabile settore scouting: Maurizio Micheli
- Coordinatore settore scouting: Marco Zunino
- Capo Osservatori: Leonardo Mantovani
- Allenatore: Walter Mazzarri
- Allenatore in 2ª: Nicolò Frustalupi
- Collaboratore tecnico: Enzo Concina
- Preparatori atletici: Giuseppe Pondrelli e Corrado Saccone
- Preparatore dei portieri: Nunzio Papale

Area sanitaria
- Settore sanitario: Dott. Alfonso De Nicola
- Fisiatra: Dott. Enrico D'Andrea
- Medico dello sport: Dott. Raffaele Canonico
- Fisioterapisti: Giovanni D'Avino e Agostino Santaniello
- Riabilitatore: Rosario D'Onofrio
- Massaggiatore: Marco Di Lullo

## Rosa
| N. |                       | Ruolo | Calciatore         |
| -- | --------------------- | ----- | ------------------ |
| 1  | Italia (bandiera)     | P     | Morgan De Sanctis  |
| 2  | Italia (bandiera)     | D     | Gianluca Grava     |
| 3  | Argentina (bandiera)  | D     | Ignacio Fideleff   |
| 4  | Italia (bandiera)     | C     | Marco Donadel      |
| 6  | Italia (bandiera)     | D     | Salvatore Aronica  |
| 7  | Uruguay (bandiera)    | A     | Edinson Cavani     |
| 8  | Italia (bandiera)     | C     | Andrea Dossena     |
| 9  | Italia (bandiera)     | A     | Giuseppe Mascara   |
| 11 | Italia (bandiera)     | C     | Christian Maggio   |
| 14 | Argentina (bandiera)  | D     | Hugo Campagnaro    |
| 15 | Italia (bandiera)     | P     | Roberto Colombo    |
| 16 | Cile (bandiera)       | A     | Eduardo Vargas     |
| 17 | Slovacchia (bandiera) | C     | Marek Hamšík       |
| 18 | Colombia (bandiera)   | D     | Juan Camilo Zúñiga |

| N. |                               | Ruolo | Calciatore                 |
| -- | ----------------------------- | ----- | -------------------------- |
| 19 | Argentina (bandiera)          | C     | Mario Santana              |
| 20 | Svizzera (bandiera)           | C     | Blerim Džemaili            |
| 21 | Argentina (bandiera)          | D     | Federico Fernández         |
| 22 | Argentina (bandiera)          | A     | Ezequiel Lavezzi           |
| 23 | Uruguay (bandiera)            | C     | Walter Gargano             |
| 28 | Italia (bandiera)             | D     | Paolo Cannavaro (capitano) |
| 29 | Macedonia del Nord (bandiera) | A     | Goran Pandev               |
| 32 | Argentina (bandiera)          | A     | Cristian Chávez            |
| 33 | Italia (bandiera)             | D     | Leandro Rinaudo            |
| 83 | Italia (bandiera)             | P     | Antonio Rosati             |
| 85 | Uruguay (bandiera)            | D     | Miguel Ángel Britos        |
| 88 | Svizzera (bandiera)           | C     | Gökhan Inler               |
| 90 | Italia (bandiera)             | C     | Massimiliano Ammendola     |
| 99 | Italia (bandiera)             | A     | Cristiano Lucarelli        |

## Calciomercato

### Sessione estiva(dall'1/7 al 31/8)
È il centrocampo il reparto in cui il Napoli cambia di più: Michele Pazienza si svincola per fine contratto, Hassan Yebda non viene riscattato e torna al Benfica, club proprietario del suo cartellino, José Sosa viene ceduto al Metalist Charkiv e Luca Cigarini (di ritorno dal prestito al Siviglia) e Raffaele Maiello vanno in prestito rispettivamente all'Atalanta e al Crotone. Il Napoli li sostituisce acquistando Gökhan Inler dall'Udinese, Blerim Džemaili dal Parma e gli svincolati Marco Donadel e Mario Santana, entrambi in forza alla Fiorentina nello scorso campionato. Lasciano il Napoli anche Mariano Bogliacino, destinazione Bari, Manuele Blasi, che si trasferisce al Parma nell'ambito dell'operazione Džemaili, e Daniele Mannini, riscattato alle buste dalla Sampdoria, che ne deteneva la metà del cartellino, e poi ceduto al Siena, nuovamente in comproprietà.
La difesa viene rinforzata con gli arrivi dei giovani argentini (classe '89) Federico Fernández, il cui acquisto dall'Estudiantes era stato già definito nella precedente sessione di mercato, e Ignacio Fideleff dal Newell's Old Boys e dell'uruguaiano Miguel Ángel Britos dal Bologna; è un ritorno invece quello di Leandro Rinaudo, dopo un anno passato in prestito alla Juventus. Saluta Napoli dopo appena sette mesi il difensore spagnolo Víctor Ruiz, che si trasferisce al Valencia. Vanno inoltre via in prestito Fabiano Santacroce al Parma (anche lui nell'ambito dell'operazione Džemaili) e Luigi Vitale al Bologna, mentre Emílson Cribari lascia gli azzurri essendo scaduto il suo contratto.
Oltre al riscatto del cartellino di Edinson Cavani dal Palermo e la riconferma di Cristiano Lucarelli dal Parma, in attacco si registrano gli innesti di Goran Pandev, arrivato in prestito dall'Inter, e Cristian Chávez, acquistato dal club argentino del San Lorenzo. In uscita Fabio Quagliarella viene riscattato dalla Juventus e Germán Denis diventa interamente un giocatore dell'Udinese. Vengono ceduti in prestito Nicolao Dumitru all'Empoli (dopo averne riscattato la comproprietà dallo stesso club), Erwin Hoffer all'Eintracht, Lorenzo Insigne al Pescara e Camillo Ciano al Crotone.
Lasciano il Napoli i portieri Gennaro Iezzo e Matteo Gianello, svincolati per fine contratto; al loro posto arrivano l'ex numero 1 del Lecce Antonio Rosati e lo svincolato Roberto Colombo.
Da segnalare infine l'acquisto in comproprietà dalla Triestina di Davide Bariti, centrocampista classe '91, che viene girato in prestito al Vicenza.
| Acquisti         | Acquisti            | Acquisti          | Acquisti                                   |
| R.               | Nome                | da                | Modalità                                   |
| ---------------- | ------------------- | ----------------- | ------------------------------------------ |
| P                | Roberto Colombo     |                   | svincolato                                 |
| P                | Antonio Rosati      | Lecce             | definitivo (3 milioni €)                   |
| D                | Miguel Ángel Britos | Bologna           | definitivo (9 milioni €)                   |
| D                | Federico Fernández  | Estudiantes (LP)  | definitivo (2,823 milioni €)               |
| D                | Ignacio Fideleff    | Newell's Old Boys | definitivo (1,7 milioni €)                 |
| D                | Leandro Rinaudo     | Juventus          | fine prestito                              |
| C                | Marco Donadel       |                   | svincolato                                 |
| C                | Blerim Džemaili     | Parma             | definitivo (9 milioni €)                   |
| C                | Gökhan Inler        | Udinese           | prestito con diritto di riscatto           |
| C                | Mario Santana       |                   | svincolato                                 |
| A                | Cristian Chávez     | San Lorenzo       | definitivo                                 |
| A                | Goran Pandev        | Inter             | prestito                                   |
| Altre operazioni |                     |                   |                                            |
| R.               | Nome                | da                | Modalità                                   |
| D                | Francesco Bruno     | Avellino          | fine prestito                              |
| D                | Mario D'Urso        | Fondi             | fine prestito                              |
| C                | Nicolás Amodio      | Portogruaro       | fine prestito                              |
| C                | Davide Bariti       | Triestina         | compartecipazione (0,55 milioni €)         |
| C                | Mariano Bogliacino  | Chievo            | fine prestito                              |
| C                | Luca Cigarini       | Siviglia          | fine prestito                              |
| C                | Samuele Dalla Bona  | Atalanta          | fine prestito                              |
| C                | Luca Giannone       | Matera            | fine prestito                              |
| C                | Crescenzo Liccardo  | Paganese          | fine prestito                              |
| C                | Daniele Mannini     | Sampdoria         | risoluzione compartecipazione              |
| C                | Cosmo Palumbo       | Aversa Normanna   | fine prestito                              |
| A                | Cristian Bucchi     | Pescara           | fine prestito                              |
| A                | Edinson Cavani      | Palermo           | riscatto cartellino                        |
| A                | Camillo Ciano       | Cavese            | fine prestito                              |
| A                | Nicolao Dumitru     | Empoli            | riscatto compartecipazione (1,5 milioni €) |
| A                | Erwin Hoffer        | Kaiserslautern    | fine prestito                              |
| A                | Lorenzo Insigne     | Foggia            | risoluzione compartecipazione              |
| A                | Cristiano Lucarelli | Parma             | rinnovo prestito                           |

| Cessioni         | Cessioni                | Cessioni              | Cessioni                            |
| R.               | Nome                    | a                     | Modalità                            |
| ---------------- | ----------------------- | --------------------- | ----------------------------------- |
| P                | Matteo Gianello         |                       | svincolato                          |
| P                | Gennaro Iezzo           |                       | svincolato                          |
| D                | Emílson Sánchez Cribari |                       | svincolato                          |
| D                | Víctor Ruiz             | Valencia              | definitivo (8 milioni €)            |
| D                | Fabiano Santacroce      | Parma                 | prestito con dir. di riscatto comp. |
| D                | Luigi Vitale            | Bologna               | prestito                            |
| C                | Manuele Blasi           | Parma                 | definitivo                          |
| C                | Raffaele Maiello        | Crotone               | prestito con diritto di riscatto    |
| C                | Michele Pazienza        |                       | svincolato                          |
| C                | José Ernesto Sosa       | Metalist              | definitivo (1,9 milioni €)          |
| C                | Hassan Yebda            | Benfica               | fine prestito                       |
| A                | Nicolao Dumitru         | Empoli                | prestito                            |
| Altre operazioni |                         |                       |                                     |
| R.               | Nome                    | a                     | Modalità                            |
| P                | Luigi Sepe              | Pisa                  | prestito                            |
| D                | Francesco Bruno         | Giulianova            | prestito                            |
| D                | Alessandro Diana        | Aversa Normanna       | prestito                            |
| D                | Daniele Donnarumma      | Nocerina              | prestito                            |
| D                | Walter Guerra           | Viareggio             | prestito                            |
| D                | Armando Izzo            | Triestina             | prestito                            |
| D                | Francesco Monda         | Aversa Normanna       | prestito                            |
| D                | Christian Piccirillo    | Aversa Normanna       | prestito                            |
| C                | Nicolás Amodio          |                       | risoluzione contratto               |
| C                | Davide Bariti           | Vicenza               | prestito                            |
| C                | Mariano Bogliacino      |                       | risoluzione contratto               |
| C                | Luca Cigarini           | Atalanta              | prestito                            |
| C                | Carlo Colella           | Ebolitana             | prestito                            |
| C                | Samuele Dalla Bona      |                       | risoluzione contratto               |
| C                | Vincenzo Gatto          | Aversa Normanna       | prestito                            |
| C                | Luca Giannone           |                       | risoluzione contratto               |
| C                | Crescenzo Liccardo      | Portogruaro           | prestito                            |
| C                | Daniele Mannini         | Siena                 | compartecipazione (0,45 milioni €)  |
| C                | Cosmo Palumbo           | Monza                 | compartecipazione (500 €)           |
| A                | Cristian Bucchi         |                       | risoluzione contratto               |
| A                | Camillo Ciano           | Crotone               | prestito con diritto di riscatto    |
| A                | Alessandro De Vena      | Triestina             | prestito                            |
| A                | Germán Denis            | Udinese               | risoluzione compartecipazione       |
| A                | Erwin Hoffer            | Eintracht Francoforte | prestito con diritto di riscatto    |
| A                | Lorenzo Insigne         | Pescara               | prestito                            |
| A                | Fabio Quagliarella      | Juventus              | riscatto cartellino (10,5 mln €)    |
| A                | Simone Simeri           | Melfi                 | compartecipazione (500 €)           |
| A                | Umberto Varriale        | Aversa Normanna       | prestito                            |

### Sessione invernale(dal 3/1 al 31/1)
| Acquisti         | Acquisti             | Acquisti             | Acquisti                         |
| R.               | Nome                 | da                   | Modalità                         |
| ---------------- | -------------------- | -------------------- | -------------------------------- |
| A                | Eduardo Vargas       | Universidad de Chile | prestito con diritto di riscatto |
| Altre operazioni |                      |                      |                                  |
| R.               | Nome                 | da                   | Modalità                         |
| D                | Daniele Donnarumma   | Nocerina             | fine prestito                    |
| D                | Armando Izzo         | Triestina            | fine prestito                    |
| D                | Christian Piccirillo | Aversa Normanna      | fine prestito                    |
| C                | Carlo Colella        | Ebolitana            | fine prestito                    |
| A                | Mehdi Kabine         | Carpi                | definitivo                       |

| Cessioni         | Cessioni             | Cessioni        | Cessioni                  |
| R.               | Nome                 | a               | Modalità                  |
| ---------------- | -------------------- | --------------- | ------------------------- |
| D                | Leandro Rinaudo      | Novara          | prestito                  |
| C                | Mario Santana        | Cesena          | prestito                  |
| A                | Cristian Chávez      | San Lorenzo     | prestito                  |
| A                | Giuseppe Mascara     | Novara          | definitivo                |
| Altre operazioni |                      |                 |                           |
| R.               | Nome                 | a               | Modalità                  |
| D                | Daniele Donnarumma   | Carpi           | prestito                  |
| D                | Armando Izzo         | Avellino        | compartecipazione (500 €) |
| D                | Christian Piccirillo | Ebolitana       | prestito                  |
| C                | Giuseppe Iuliano     | Pro Patria      | compartecipazione         |
| A                | Mehdi Kabine         | Carpi           | prestito                  |
| A                | Gennaro Signorelli   | Aversa Normanna | prestito                  |

## Risultati

### Serie A

#### Girone di andata
| Arbitro: | Valeri (Roma) |

|                                                                |           |              |
| Cavani 12’, 25’ Hamšík 17’ Pandev 45+2’ Gargano 49’ Zúñiga 80’ | Marcatori | 28’ Jorquera |

| Arbitro: | Bergonzi (Genova) |

|           |           |                                      |
| Guana 24’ | Marcatori | 3’ Lavezzi 67’ Campagnaro 87’ Hamšík |

| Arbitro: | Tagliavento (Terni) |

|                      |           |              |
| Cavani 13’, 36’, 51’ | Marcatori | 11’ Aquilani |

| Arbitro: | Damato (Barletta) |

|                 |           |  |
| Moscardelli 72’ | Marcatori |  |

| Napoli 24 settembre 2011, ore 20:45 CEST 5ª giornata | Napoli        | 0 – 0 referto | Fiorentina | Stadio San Paolo (40 653 spett.)\| Arbitro: \| Valeri (Roma) \| |
| Arbitro:                                             | Valeri (Roma) |               |            |                                                                 |

| Arbitro: | Rocchi (Firenze) |

|  |           |                                      |
|  | Marcatori | 43’ Campagnaro 56’ Maggio 75’ Hamšík |

| Arbitro: | Mazzoleni (Bergamo) |

|             |           |                       |
| Mascara 76’ | Marcatori | 57’ Gobbi 82’ Modesto |

| Cagliari 23 ottobre 2011, ore 15:00 CEST 8ª giornata | Cagliari        | 0 – 0 referto | Napoli | Stadio Sant'Elia (ca. 20 000 spett.)\| Arbitro: \| Banti (Livorno) \| |
| Arbitro:                                             | Banti (Livorno) |               |        |                                                                       |

| Arbitro: | De Marco (Chiavari) |

|                        |           |  |
| Lavezzi 20’ Maggio 44’ | Marcatori |  |

| Arbitro: | Celi (Bari) |

|                            |           |           |
| Marchese 25’ Bergessio 48’ | Marcatori | 1’ Cavani |

| Arbitro: | Tagliavento (Terni) |

|                            |           |                                     |
| Hamšík 22’ Pandev 40’, 68’ | Marcatori | 48’ Matri 72’ Estigarribia 79’ Pepe |

| Napoli 19 novembre 2011, ore 20:45 CET 12ª giornata | Napoli            | 0 – 0 referto | Lazio | Stadio San Paolo (35 000 spett.)\| Arbitro: \| Rizzoli (Bologna) \| |
| Arbitro:                                            | Rizzoli (Bologna) |               |       |                                                                     |

| Arbitro: | Orsato (Schio) |

|           |           |              |
| Denis 64’ | Marcatori | 90+4’ Cavani |

| Arbitro: | Romeo (Verona) |

|                                          |           |                         |
| Lavezzi 26’ Cavani 33’, 81’ Dzemaili 41’ | Marcatori | 54’ Muriel 90+3’ Corvia |

| Arbitro: | De Marco (Chiavari) |

|                 |           |              |
| Radovanović 70’ | Marcatori | 84’ Dzemaili |

| Arbitro: | Celi (Bari) |

|            |           |                                                |
| Hamšík 82’ | Marcatori | 3’ (aut.) De Sanctis 59’ Osvaldo 90’ Simplício |

| Arbitro: | Mazzoleni (Bergamo) |

|             |           |                                  |
| Miccoli 89’ | Marcatori | 35’ Pandev 54’ Cavani 60’ Hamšík |

| Arbitro: | Brighi (Cesena) |

|                   |           |                 |
| Cavani 71’ (rig.) | Marcatori | 14’ Acquafresca |

| Arbitro: | Damato (Barletta) |

|            |           |            |
| Calaiò 67’ | Marcatori | 86’ Pandev |

#### Girone di ritorno
| Arbitro: | Rocchi (Firenze) |

|                                |           |                        |
| Palacio 31’, 70’ Gilardino 36’ | Marcatori | 80’ Cavani 82’ Lavezzi |

| Napoli 1º febbraio 2012, ore 20:45 CET 21ª giornata | Napoli          | 0 – 0 referto | Cesena | Stadio San Paolo (25 297 spett.)\| Arbitro: \| Banti (Livorno) \| |
| Arbitro:                                            | Banti (Livorno) |               |        |                                                                   |

| Milano 5 febbraio 2012, ore 15:00 CET 22ª giornata | Milan             | 0 – 0 referto | Napoli | Stadio Giuseppe Meazza (44 011 spett.)\| Arbitro: \| Rizzoli (Bologna) \| |
| Arbitro:                                           | Rizzoli (Bologna) |               |        |                                                                           |

| Arbitro: | Gava (Conegliano) |

|                              |           |  |
| Britos 15’ Cavani 38’ (rig.) | Marcatori |  |

| Arbitro: | Orsato (Schio) |

|  |           |                              |
|  | Marcatori | 3’, 55’ Cavani 90+1’ Lavezzi |

| Arbitro: | Bergonzi (Genova) |

|             |           |  |
| Lavezzi 59’ | Marcatori |  |

| Arbitro: | Valeri (Roma) |

|              |           |                        |
| Zaccardo 77’ | Marcatori | 40’ Cavani 86’ Lavezzi |

| Arbitro: | Brighi (Cesena) |

|                                                                                         |           |                          |
| Hamšík 10’ P. Cannavaro 19’ Astori 30’ (aut.) Lavezzi 56’ (rig.) Gargano 70’ Maggio 84’ | Marcatori | 37’, 77’, 90+2’ Larrivey |

| Arbitro: | Rocchi (Firenze) |

|                         |           |                 |
| Pinzi 28’ Di Natale 52’ | Marcatori | 81’, 85’ Cavani |

| Arbitro: | Gervasoni (Mantova) |

|                         |           |                          |
| Džemaili 61’ Cavani 67’ | Marcatori | 74’ Spolli 85’ Lanzafame |

| Arbitro: | Orsato (Schio) |

|                                        |           |  |
| Vučinić 53’ Vidal 75’ Quagliarella 83’ | Marcatori |  |

| Arbitro: | Mazzoleni (Bergamo) |

|                                          |           |            |
| Candreva 9’ Mauri 68’ Ledesma 81’ (rig.) | Marcatori | 34’ Pandev |

| Arbitro: | Giannoccaro (Lecce) |

|             |           |                                         |
| Lavezzi 13’ | Marcatori | 10’ Bonaventura 57’ Bellini 68’ Carmona |

| Arbitro: | Tagliavento (Terni) |

|  |           |                      |
|  | Marcatori | 5’ Hamšík 51’ Cavani |

| Arbitro: | Doveri (Roma) |

|                             |           |  |
| Cavani 21’ P. Cannavaro 37’ | Marcatori |  |

| Arbitro: | Rizzoli (Bologna) |

|                             |           |                       |
| Marquinho 41’ Simplício 87’ | Marcatori | 48’ Zúñiga 67’ Cavani |

| Arbitro: | De Marco (Chiavari) |

|                              |           |  |
| Cavani 16’ (rig.) Hamšík 35’ | Marcatori |  |

| Arbitro: | Bergonzi (Genova) |

|                        |           |  |
| Diamanti 17’ Rubin 64’ | Marcatori |  |

| Arbitro: | Celi (Bari) |

|                 |           |           |
| Dossena 3’, 34’ | Marcatori | 6’ Destro |

### Coppa Italia

#### Fase finale
| Arbitro: | Doveri (Roma) |

|                       |           |             |
| Cavani 65’ Pandev 86’ | Marcatori | 20’ Popescu |

| Arbitro: | Celi (Bari) |

|                          |           |  |
| Cavani 50’ (rig.), 90+3’ | Marcatori |  |

| Arbitro: | De Marco (Chiavari) |

|                              |           |                   |
| Reginaldo 42’ D'Agostino 66’ | Marcatori | 86’ (aut.) Pesoli |

| Arbitro: | Valeri (Roma) |

|                                  |           |  |
| Vergassola 10’ (aut.) Cavani 31’ | Marcatori |  |

| Arbitro: | Brighi (Cesena) |

|  |           |                              |
|  | Marcatori | 63’ (rig.) Cavani 83’ Hamšík |

### UEFA Champions League

#### Fase a gironi
| Arbitro: | Eriksson |

|             |           |            |
| Kolarov 74’ | Marcatori | 69’ Cavani |

| Arbitro: | De Bleeckere |

|                              |           |  |
| Hamšík 15’ Cavani 17’ (rig.) | Marcatori |  |

| Arbitro: | Benquerença |

|                      |           |          |
| Badstuber 39’ (aut.) | Marcatori | 2’ Kroos |

| Arbitro: | Kuipers |

|                     |           |                    |
| Gómez 17’, 23’, 42’ | Marcatori | 45’, 79’ Fernández |

| Arbitro: | Skomina |

|                 |           |               |
| Cavani 17’, 49’ | Marcatori | 33’ Balotelli |

| Arbitro: | Oddvar Moen |

|  |           |                      |
|  | Marcatori | 65’ Inler 76’ Hamšík |

#### Fase a eliminazione diretta
| Arbitro: | Velasco Carballo |

|                               |           |          |
| Lavezzi 38’, 65’ Cavani 45+2’ | Marcatori | 27’ Mata |

| Arbitro: | Brych |

|                                                       |           |           |
| Drogba 28’ Terry 47’ Lampard 75’ (rig.) Ivanović 105’ | Marcatori | 55’ Inler |

## Statistiche finali

### Statistiche di squadra
| Competizione          | Punti | In casa | In casa | In casa | In casa | In casa | In casa | In trasferta | In trasferta | In trasferta | In trasferta | In trasferta | In trasferta | Totale | Totale | Totale | Totale | Totale | Totale | DR  |
| Competizione          | Punti | G       | V       | N       | P       | Gf      | Gs      | G            | V            | N            | P            | Gf           | Gs           | G      | V      | N      | P      | Gf     | Gs     | DR  |
| --------------------- | ----- | ------- | ------- | ------- | ------- | ------- | ------- | ------------ | ------------ | ------------ | ------------ | ------------ | ------------ | ------ | ------ | ------ | ------ | ------ | ------ | --- |
| Serie A               | 61    | 19      | 10      | 6       | 3       | 39      | 22      | 19           | 6            | 7            | 6            | 27           | 24           | 38     | 16     | 13     | 9      | 66     | 46     | +20 |
| Coppa Italia          | -     | 3       | 3       | 0       | 0       | 6       | 1       | 1            | 0            | 0            | 1            | 1            | 2            | 5      | 4      | 0      | 1      | 9      | 3      | +6  |
| UEFA Champions League | 11    | 4       | 3       | 1       | 0       | 8       | 3       | 4            | 1            | 1            | 2            | 6            | 8            | 8      | 4      | 2      | 2      | 14     | 11     | +3  |
| Totale                | -     | 26      | 16      | 7       | 3       | 53      | 26      | 24           | 7            | 8            | 9            | 34           | 34           | 51     | 24     | 15     | 12     | 89     | 60     | +29 |

### Andamento in campionato
| Giornata  | 1 | 2 | 3 | 4 | 5 | 6 | 7 | 8 | 9 | 10 | 11 | 12 | 13 | 14 | 15 | 16 | 17 | 18 | 19 | 20 | 21 | 22 | 23 | 24 | 25 | 26 | 27 | 28 | 29 | 30 | 31 | 32 | 33 | 34 | 35 | 36 | 37 | 38 |
| --------- | - | - | - | - | - | - | - | - | - | -- | -- | -- | -- | -- | -- | -- | -- | -- | -- | -- | -- | -- | -- | -- | -- | -- | -- | -- | -- | -- | -- | -- | -- | -- | -- | -- | -- | -- |
| Luogo     | C | T | C | T | C | T | C | T | C | T  | C  | C  | T  | C  | T  | C  | T  | C  | T  | T  | C  | T  | C  | T  | C  | T  | C  | T  | C  | T  | T  | C  | T  | C  | T  | C  | T  | C  |
| Risultato | V | V | V | P | N | V | P | N | V | P  | N  | N  | N  | V  | N  | P  | V  | N  | N  | P  | N  | N  | V  | V  | V  | V  | V  | N  | N  | P  | P  | P  | V  | V  | N  | V  | P  | V  |
| Posizione | 1 | 1 | 1 | 4 | 4 | 3 | 5 | 5 | 4 | 5  | 6  | 7  | 8  | 5  | 5  | 6  | 6  | 6  | 7  | 7  | 7  | 7  | 7  | 6  | 5  | 5  | 4  | 4  | 4  | 4  | 5  | 6  | 4  | 5  | 3  | 3  | 5  | 5  |

Fonte:  Serie A – Classifiche, su sport.sky.it, Sky Sport. URL consultato il 18 febbraio 2014 (archiviato dall'url originale l'11 settembre 2014).
Legenda:

Luogo: C = Casa; T = Trasferta. Risultato: V = Vittoria; N = Pareggio; P = Sconfitta.

### Statistiche dei giocatori
| Giocatore     | Serie A  | Serie A | Serie A     | Serie A    | Coppa Italia | Coppa Italia | Coppa Italia | Coppa Italia | UEFA Champions League | UEFA Champions League | UEFA Champions League | UEFA Champions League | Totale   | Totale | Totale      | Totale     |
| Giocatore     | Presenze | Reti    | Ammonizioni | Espulsioni | Presenze     | Reti         | Ammonizioni  | Espulsioni   | Presenze              | Reti                  | Ammonizioni           | Espulsioni            | Presenze | Reti   | Ammonizioni | Espulsioni |
| ------------- | -------- | ------- | ----------- | ---------- | ------------ | ------------ | ------------ | ------------ | --------------------- | --------------------- | --------------------- | --------------------- | -------- | ------ | ----------- | ---------- |
| M. Ammendola  | 1        | 0       | 0           | 0          | 0            | 0            | 0            | 0            | 0                     | 0                     | 0                     | 0                     | 1        | 0      | 0           | 0          |
| S. Aronica    | 31       | 0       | 4           | 1          | 4            | 0            | 0            | 0            | 8                     | 0                     | 2                     | 0                     | 43       | 0      | 6           | 1          |
| M. Britos     | 11       | 1       | 5           | 0          | 2            | 0            | 0            | 0            | 0                     | 0                     | 0                     | 0                     | 13       | 1      | 5           | 0          |
| H. Campagnaro | 31       | 2       | 4           | 0          | 4            | 0            | 1            | 0            | 8                     | 0                     | 2                     | 0                     | 43       | 2      | 7           | 0          |
| P. Cannavaro  | 32       | 2       | 10          | 0          | 5            | 0            | 1            | 0            | 7                     | 0                     | 4                     | 0                     | 44       | 2      | 15          | 0          |
| E. Cavani     | 35       | 23      | 4           | 0          | 5            | 5            | 1            | 0            | 8                     | 5                     | 2                     | 0                     | 48       | 33     | 7           | 0          |
| C. Chávez     | 2        | 0       | 0           | 0          | 0            | 0            | 0            | 0            | 0                     | 0                     | 0                     | 0                     | 2        | 0      | 0           | 0          |
| R. Colombo    | 0        | 0       | 0           | 0          | 0            | 0            | 0            | 0            | 0                     | 0                     | 0                     | 0                     | 0        | 0      | 0           | 0          |
| M. De Sanctis | 37       | -46     | 1           | 0          | 4            | -2           | 1            | 0            | 8                     | -11                   | 0                     | 0                     | 49       | -59    | 2           | 0          |
| M. Donadel    | 0        | 0       | 0           | 0          | 1            | 0            | 0            | 0            | 0                     | 0                     | 0                     | 0                     | 1        | 0      | 0           | 0          |
| A. Dossena    | 33       | 2       | 2           | 0          | 4            | 0            | 0            | 0            | 4                     | 0                     | 1                     | 0                     | 41       | 2      | 3           | 0          |
| B. Džemaili   | 28       | 3       | 9           | 1          | 5            | 0            | 1            | 0            | 6                     | 0                     | 1                     | 0                     | 39       | 3      | 11          | 1          |
| F. Fernández  | 16       | 0       | 4           | 0          | 1            | 0            | 0            | 0            | 2                     | 2                     | 1                     | 0                     | 19       | 2      | 5           | 0          |
| I. Fideleff   | 4        | 0       | 2           | 0          | 0            | 0            | 0            | 0            | 0                     | 0                     | 0                     | 0                     | 4        | 0      | 2           | 0          |
| W. Gargano    | 33       | 2       | 5           | 0          | 3            | 0            | 2            | 0            | 7                     | 0                     | 0                     | 0                     | 43       | 2      | 7           | 0          |
| G. Grava      | 6        | 0       | 3           | 0          | 0            | 0            | 0            | 0            | 1                     | 0                     | 0                     | 0                     | 7        | 0      | 3           | 0          |
| M. Hamšík     | 37       | 9       | 5           | 0          | 5            | 1            | 0            | 0            | 8                     | 2                     | 0                     | 0                     | 50       | 12     | 5           | 0          |
| G. Inler      | 36       | 0       | 3           | 0          | 5            | 0            | 0            | 0            | 8                     | 2                     | 2                     | 0                     | 49       | 2      | 5           | 0          |
| E. Lavezzi    | 30       | 9       | 6           | 0          | 4            | 0            | 0            | 0            | 8                     | 2                     | 1                     | 0                     | 42       | 11     | 7           | 0          |
| C. Lucarelli  | 3        | 0       | 0           | 0          | 0            | 0            | 0            | 0            | 0                     | 0                     | 0                     | 0                     | 3        | 0      | 0           | 0          |
| C. Maggio     | 33       | 3       | 3           | 0          | 5            | 0            | 1            | 0            | 7                     | 0                     | 2                     | 0                     | 45       | 3      | 6           | 0          |
| G. Mascara    | 7        | 1       | 1           | 0          | 0            | 0            | 0            | 0            | 2                     | 0                     | 0                     | 0                     | 9        | 1      | 1           | 0          |
| G. Pandev     | 30       | 6       | 1           | 1          | 5            | 1            | 1            | 0            | 7                     | 0                     | 0                     | 0                     | 42       | 7      | 2           | 1          |
| L. Rinaudo    | 0        | 0       | 0           | 0          | 0            | 0            | 0            | 0            | 0                     | 0                     | 0                     | 0                     | 0        | 0      | 0           | 0          |
| A. Rosati     | 1        | 0       | 1           | 0          | 1            | -1           | 0            | 0            | 0                     | 0                     | 0                     | 0                     | 2        | -1     | 1           | 0          |
| M. Santana    | 8        | 0       | 1           | 1          | 0            | 0            | 0            | 0            | 3                     | 0                     | 0                     | 0                     | 11       | 0      | 1           | 1          |
| E. Vargas     | 10       | 0       | 0           | 0          | 2            | 0            | 0            | 0            | 1                     | 0                     | 0                     | 0                     | 13       | 0      | 0           | 0          |
| J. Zúñiga     | 31       | 2       | 3           | 1          | 5            | 0            | 0            | 0            | 7                     | 0                     | 0                     | 1                     | 43       | 2      | 3           | 2          |

## Giovanili

### Organigramma societario
Area direttiva
- Responsabile: Francesco Barresi

Area tecnica
- Allenatore Primavera: Adolfo Sormani
- Allenatore Berretti: Felice Mollo
- Allenatore Allievi Nazionali: Nicola Liguori
- Allenatore Giovanissimi Nazionali: Ciro Muro

### Piazzamenti
- Primavera:
  - Campionato: Quarti di finale dei Play-Off
  - Coppa Italia: Ottavi di finale
  - Torneo di Viareggio: Fase a gironi[67]
  - Torneo Tirreno e Sport: Finalista[68]
- Berretti:
  - Campionato: ?
- Allievi Nazionali:
  - Campionato: ?
  - Torneo Città di Arco: Finalista[69]
  - Trofeo "Nereo Rocco": ?
  - Memorial "Renato Curi": Vincitore
- Giovanissimi Nazionali:
  - Campionato: Finalista[70]
  - Viareggio junior Cup: ?